# Setodes exposita
Setodes exposita is een schietmot uit de familie Leptoceridae. De soort komt voor in het Oriëntaals gebied.